# フランチスク・ムンティアヌ
フランチスク・ムンティアヌ（Francisc Munteanun, 1924年4月9日 - 1993年4月13日）は、ルーマニアの作家、映画監督。

## 「一切れのパン」
1950年代のルーマニアでの社会主義によるしめつけが解放された時代に活動を始めた。「一切れのパン」は、光村図書の中学校「国語一年」教科書に、1972年から1980年まで掲載されていた。結末にいたる一部分だけが掲載されていた（直野敦訳）。
筋は、ルーマニア人の「わたし」が、ブダペストの工場で働いていると、ナチス・ドイツの兵に捕捉される。ルーマニアはドイツ側について戦争をしていたが、1944年8月の政変（ルーマニア革命 (1944年)）でソ連・連合国側についたためである。「わたし」は汽車の貨物にほかの人々とともに載せられるが、中にはユダヤ教のラビもいた。ほどなく脱走の企てがあるが、「わたし」はラビに、ユダヤ人だから今度つかまれば命がないと、汽車にとどまるよう説き、ラビは納得して、「わたし」に布切れに巻いた一切れのパンを渡し、これは途中で食べてはいけない、これがあると思えば心の助けになると言う。「わたし」は長い距離を逃亡して安全な場所にたどりつき、布切れを開いて愕然とし、「ありがとう、ラビ」とつぶやくのだった。
初出は筑摩書房の「世界文学大系」だが、ここでは「ラビン」となっており、教科書でも当初はそうなっていたが、のち一般的な「ラビ」に改められている。「ラビン」はルーマニア語の表記で、いずれもユダヤ教の僧侶の意味である。
当時中学生だった世代には忘れがたい作品となっており、「ありがとう、ラビ」という結末のセリフはみな記憶していた。ミルチャ・カルタレスクの『ノスタルジア』の解説を書いた高野史緒はこれを教科書で読んだ最後の世代で、これをルーマニア文学との出会いとして語っている。
ムンティアヌの他の作品には「ムレシュ河畔の町」「銅像はけっして笑わない」「幸福な商人」「私の友人アダム」などがある（「光村ライブラリー」の解説）。

### 「ラビ」の表記
昭和47年度版
表記:「ラビン」
脚注:「ユダヤ教の僧侶」
昭和50年度版
表記:「ラビ」
脚注:「ユダヤ教の僧侶」
昭和53年度版
表記:「ラビ」
脚注:「『ユダヤ教の教師』の意の尊称」

## 一般書籍
- 「一切れのパン」直野敦訳『世界文学大系 第94 (現代小説集)』筑摩書房, 1965
- 『一切れのパン』F＝ムンテヤーヌ作 直野敦訳（光村図書 中学校一年の国語）「光村ライブラリー 中学校編1 赤い実ほか」光村図書出版 2005.11
- 「一きれのパン」(ポプラ・ブック・ボックス 王冠の巻 7)フランチスク・ムンティアヌ 著, 直野敦訳. ポプラ社, 2008.4